# Ragnarök (GWAR)
Ragnarök è il quinto album in studio del gruppo rock-satirico statunitense GWAR, pubblicato nel 1995.

## Tracce
1. Meat Sandwich – 3:29
2. The New Plague – 2:52
3. Whargoul – 5:37
4. RagNaRok (Vocals by Sexecutioner) – 3:59
5. Dirty, Filthy – 2:30
6. Stalin's Organs – 2:19
7. Knife in Yer Guts – 3:15
8. Think You Outta Know This (Vocals by Sleazy P. Martini) – 2:46
9. Martyr Dumb – 3:57
10. Nudged – 2:39
11. Fire in the Loins (Vocals by Oderus Urungus & Slymenstra Hymen) – 3:58
12. Surf of Syn (Vocals by Cardinal Syn) – 4:22
13. Crush, Kill, Destroy (Vocals by Beefcake the Mighty) – 1:34
14. None But the Brave – 3:50